# Marlies Mejías
Marlies Mejías García (* 29. Dezember 1992 in Güira de Melena) ist eine kubanische Radrennfahrerin, die auf Bahn und Straße aktiv ist. Sie ist eine der erfolgreichsten Radrennfahrerinnen des amerikanischen Kontinents seit den 2010er Jahren.

## Sportliche Laufbahn
Ihre ersten internationalen Erfolge errang Marlies Mejías auf der Bahn; so wurde sie 2012 Panamerikameisterin im Omnium, im Jahr darauf holte sie sogar vier kontinentale Titel, im Omnium, im Teamsprint (mit Lisandra Guerra), in der Einer- sowie in der Mannschaftsverfolgung (mit Yudelmis Dominguez und Arlenis Sierra). In den folgenden Jahren fuhr sie auch zunehmend Rennen auf der Straße. 2014 errang sie die Goldmedaille im Straßenrennen bei den Zentralamerika- und Karibikspielen und im Jahr darauf wurde sie panamerikanische Meisterin in dieser Disziplin.
2016 wurde Mejías für die Olympischen Spiele in Rio de Janeiro nominiert. Gemeinsam mit Lisandra Guerra und Arlenis Sierra bereitete sie sich im Centre Mondial Cyclisme des Weltradsportverbandes UCI im schweizerischen Aigle auf ihre Teilnahme vor. In Rio belegte sie im Omnium Rang sieben. Bei den Zentralamerika- und Karibikspielen 2018 gewann sie den Wettbewerb im Scratch.
Anschließend legte Marlies Mejías eine Rennpause ein, da sie schwanger geworden war. Im August 2019 wurde sie Mutter einer Tochter. Sie kündigte an, ihre Radsportlaufbahn weiter zu verfolgen.
2021 wurde Mejías Panamerikameisterin im Einzelzeitfahren.

## Erfolge

### Bahn
2011
- Panamerikaspiele – Omnium

2012
- Panamerikameisterin – Omnium
- Panamerikameisterschaft – Einerverfolgung

2013
- Panamerikameisterin – Omnium, Einerverfolgung, Mannschaftsverfolgung (mit Yudelmis Dominguez und Arlenis Sierra)

2014
- Zentralamerika- und Karibikspiele – Omnium, Einerverfolgung, Teamsprint (mit Lisandra Guerra), Mannschaftsverfolgung (mit Arlenis Sierra, Yudelmis Dominguez und Yumari González)

2015
- Panamerikanische Spiele – Teamsprint (mit Lisandra Guerra)
- Panamerikanische Spiele – Omnium
- Panamerikameisterschaft – Omnium

2016
- Panamerikameisterschaft – Einerverfolgung

2017
- Panamerikameisterschaft – Scratch
- Panamerikameisterschaft – Mannschaftsverfolgung (mit Arlenis Sierra, Mailin Sanchez und Yeima Torres)

2018
- Panamerikameisterschaft – Scratch
- Panamerikameisterschaft – Punktefahren, Einerverfolgung
- Zentralamerika- und Karibikspielesieger – Scratch

2025
- Panamerikameisterschaft – Scratch

### Straße
2013
- Panamerikameisterschaft – Straßenrennen

2014
- Zentralamerika- und Karibikspiele – Straßenrennen

2015
- Panamerikameisterin – Straßenrennen
- Panamerikanische Spiele – Straßenrennen
- Kubanische Meisterin – Einzelzeitfahren

2017
- Panamerikameisterschaft – Einzelzeitfahren

2018
- Panamerikameisterschaft – Straßenrennen
- Kubanische Meisterin – Einzelzeitfahren

2021
- Panamerikameisterin – Einzelzeitfahren

2023
- eine Etappe Tour of the Gila
- eine Etappe Joe Martin Stage Race

2024
- eine Etappe und Punktewertung Tour of the Gila
- Punktewertung Tour de Bloom
- Kubanische Meisterin – Straßenrennen, Einzelzeitfahren

2025
- Tour of Somerville